# Peter Freiberg
Peter Freiberg (* 7. Januar 1954 in Dortmund) ist ein deutscher Drehbuchautor, Radiomoderator, Sänger, Kabarettist und Schauspieler.

## Leben
In den 1970er-Jahren war Peter Freiberg Mitarbeiter im Freizeit Zentrum West (FZW) in Dortmund. Er hatte guten Kontakt zur lokalen Musik-Szene, unter anderem zu Fred Ape von Ape, Beck und Brinkmann. 1979 war er Schlagzeuger und Sänger bei der Band Cochise.
1980 gründete er die Band Die Conditors, die ab 1985 Freiberg und die Conditors hieß. Die Band hatte in den 1980ern einige Hits und spielte 1984 in der ZDF-Hitparade.
1995 und 1996 produzierte Freiberg für den Radiosender WDR 2 kurze Comedy-Serien mit den Titeln Daily Soap, Alle gegen die Mafia und Vom Winde verwirrt. Letztere erschienen auch auf zwei CDs. 1986 war Freiberg Darsteller in einer Folge der Krimiserie Tatort und spielte 1997 einen Barkeeper in dem TV-Thriller Post Mortem mit Friedrich von Thun. Bis 1997 moderierte er bei EinsLive (WDR) und war dort unter anderem an der Produktion Radio-Comedy-Serie Eins Live Ponyhof beteiligt.
Für die Fernsehkomödie Ritas Welt, die ab 1999 im Programm von RTL ausgestrahlt wurde, erhielt Freiberg 2000 den Adolf-Grimme-Preis. Im gleichen Jahr wurde das Autoren- und Produzententeam von Ritas Welt mit dem Deutschen Fernsehpreis für die beste Serie ausgezeichnet. Darüber hinaus entwickelte und schrieb er mit den SchreibWaisen die RTL-Serie Alles Atze, die mit dem Deutschen Comedypreis ausgezeichnet wurde. 2009 erhielt er als Autor gemeinsam mit Thomas Koch den Deutschen Fernsehpreis für Der Lehrer in der Kategorie „Beste Serie“.
Seit 2010 singt Freiberg gelegentlich in der Band „The Buh“, unter anderen mit Peter Jureit von den Conditors. 2017 veröffentlichte er mit der Freiberg Band das Album Westsüdwest.
Freiberg ist Vater der Sängerin Charlotte Brandi und ihrer Schwester.

## Diskografie
- 1988: Freiberg
- 1990: Glücklicher Idiot
- 1996: Vom Winde Verwirrt Vol.1
- 1996: Vom Winde Verwirrt Vol.2
- 2017: Freiberg Band: Westsüdwest[8]

## Filmografie (Auswahl)

### Drehbuch
- 1999: Ritas Welt (Fernsehserie, 7 Folgen)
- 2005: Alles Atze (Fernsehserie, 3 Folgen)
- 2009: Ein Schnitzel für drei (Fernsehfilm)
- 2009–2013: Der Lehrer (Fernsehserie, 6 Folgen)
- 2013: Die LottoKönige (Fernsehserie, Folge Ziemlich beste Freundinnen?)

### Darsteller
- 1986: Tatort: Freunde (Fernsehreihe)
- 1995: Balko (Fernsehserie, Folge Gotcha – Ich hab' dich!)
- 1996: Abbuzze! Der Badesalz-Film
- 1997: Post Mortem – Der Nuttenmörder (Fernsehfilm)
- 1999: Ritas Welt (Fernsehserie, Folge Kittel des Grauens)
- 2000–2001: Alles Atze (Fernsehserie, 2 Folgen)
- 2008: Das Baby mit dem Goldzahn

## Auszeichnungen
- 2000: Adolf-Grimme-Preis für Ritas Welt[9]
- 2009: Deutscher Fernsehpreis für Der Lehrer